# Augusto Ferreira Gomes
Augusto Ferreira Gomes (* 1892 in Lissabon, Portugal; † 1953 ebenda) war ein portugiesischer Lyriker und Journalist. Er war einer der engsten Freunde von Fernando Pessoa und gehörte der literarischen Avantgarde Portugals an.

## Leben und Wirken
Gomes wurde in Lissabon geboren und arbeitete dort als Journalist. Er lernte Fernando Pessoa kennen, der einer seiner wenigen und engsten Freunde wurde. Gomes führte ein legendäres Interview mit Pessoa, dass in der Übersetzung sogar in einer französischen Zeitung abgedruckt wurde und aufgrund des Verschwindens von Aleister Crowley am Boca do Inferno mit dem Dichter geführt wurde. Er gilt als ein Vertreter des 1. Modernismus in Portugal und schrieb für Magazine wie Contemporanea und Athena. 
Zeitlebens umfasste ihn ein Hauch des mysteriösen: er interessierte sich stark für Okkultismus und Esoterik, es gibt nur ganz wenige Fotos von ihm und er entzog sich stets einer breiten literarischen Öffentlichkeit. Auch seine Homosexualität, die in Literaturkreisen bekannt war, trug er nicht nach außen, obwohl er sie auch niemals verleugnete. So hätte er für die geplante, aber niemals realisierte dritte Ausgabe der legendären Zeitschrift „Orpheu“ das homoerotische Gedicht „O morte de Faun“ (Der Tod des Fauns) beisteuern sollen. Sein Charakter wird insgesamt als labil und neurotisch beschrieben. Vieles aus seinem Leben ist bis heute im Dunkeln geblieben. Bei der Bücherverbrennung, bei der auch die Werke von António Botto und Raul Leal verbrannt wurden, wurden auch seine Bücher ins Feuer geworfen, vor allem wegen ihrer homoerotischen Konnotationen.

## Werke
- 1915: Raja da doentia, Lyrik.
- 1921: Procissional, Lyrik.
- 1922: O cosme.
- 1923: Mumio assasina.
- 1934: Quinto Imperio (Fünftes Imperium), Lyrik.